# 스티븐 네이스미스
스티븐 존 네이스미스(영어: Steven John Naismith, 1986년 9월 14일 ~ )는 스코틀랜드의 전 축구 선수이다.
네이스미스는 2004년 킬마녹에서 프로 데뷔를 하였다. 4년 동안 킬마녹에서 뛰면서 2006년에는 SFWA 올해의 유망주 상과 이듬해에는 SPFA 올해의 유망주 상을 수상하였다. 2007년 여름 190만 유로의 이적료에 레인저스로 이적하여 3년 연속 리그 우승과 2008년 스코틀랜드 컵 우승, 2010년과 2011년 리그 컵 우승에 일조하였다. 그러다 2012년 7월, 레인저스의 재정난으로 프리미어리그의 에버턴으로 이적하였다. 그리고 2015년 9월, EPL 5라운드에서 교체로 들어와서 첼시를 상대로 해트트릭을 터트려서 팀의 3-1로 승리하는데에 큰 공헌을 이끌었다.
네이스미스는 2007년 페로 제도와의 경기에서 스코틀랜드 대표 데뷔전을 치렀고, 스페인 전에서 데뷔골을 넣었다.

## 수상 경력

### 클럽

#### 레인저스
- 스코틀랜드 프리미어리그: 2008-09, 2009-10, 2010-11
- 스코틀랜드 컵: 2008-09
- 스코틀랜드 리그 컵: 2009-10, 2010-11

### 개인
- SPWA 올해의 유망주: 2006
- SPFA 올해의 유망주: 2007